# مشعل محمد الزبن
الفريق أول الركن مشعل محمد الزبن (مواليد 1953 في الزرقاء) هو قائد عسكري أردني. شغل منصب رئيس هيئة الأركان المشتركة الأردنية سابقاً منذ 23 فبراير 2010 وحتى 2 أكتوبر 2016. كما تم تعيينه مستشاراً للملك عبد الله الثاني في 2 أكتوبر 2016.

## النشأة
ولد في الزرقاء عام 1953، والتحق بالكلية العسكرية عام 1972م. وهو متزوج وله أربعة أبناء. بدأ حياته العملية كضابط دروع واشترك في عدة دورات داخلية وخارجية ومن أهمها كلية القيادة والأركان الملكية الأردنية، كلية الحرب الملكية الأردنية، كلية الدراسات الدفاعية الملكية في المملكة المتحدة.

## مناصب تقلدها
تم تعيينه رئيس لهيئة الأركان المشتركة بتاريخ 23 شباط / فبراير 2010 وقبل توليه منصبه الحالي عمل رئيساً لهيئة التخطيط الاستراتيجي منذ عام 2009م.
من مواليد عام 1953 في مدينة الزرقاء . بعد انهائه لدراسته الثانوية التحق بالكلية العسكرية عام 1972 وبعد تخرجه من الكلية، بدأ حياته العملية كضابط سلاح الدروع، التحق بعدة دورات داخلية وخارجية.
كلية القيادة والأركان الملكية الأردنية.
كلية الحرب الملكية الأردنية.
كلية الدراسات الدفاعية الملكية /المملكة المتحدة.
تسلم عدة مناصب قيادية عليا مختلفة خلال خدمته العسكرية أهمها:-
- قائد كتيبة دبابات.
- قائد لواء مشاة.
- مدير العقيدة والتدريب المشترك مديرية التدريب العسكري سابقا.
- قائد منطقة العسكرية الشمالية.
- كان يعمل رئيسا لهيئة التخطيط الاستراتيجي قبل توليه منصبه الحالي كرئيس لهيئة الأركان المشتركة منذ عام 2009 وتقلد الفريق الركن الزبن عدة الاوسمة وميداليات محلية وأجنبية.